# Dálnoky Gaál Gyula
Dálnoky Gaál Gyula, Dálnoky Gyula (Szatmárnémeti, 1838. március 18. vagy 1839. március 15. – Nyíregyháza, 1901. október 10.) színész, Gaal József iró testvéröccse. 

## Pályafutása
Gál József és Valla Eugénia fiaként született. Iskoláit Szatmárt és Pesten végezte 1856-ban (hat gimnáziumi osztályt és a műegyetemet). 1859. október 15-től működött vidéken mint színész; 1875-ig az István téri és budai színkörben játszott, azután vidékre ment vándorszínésznek. Tevékeny részt vett a magyar színészet rendezésében, a nyugdíjintézet megalapításában és az alapszabályok kidolgozásában. 1893-ban nyugdíjba lépett. Szerep- és működési köre cselszövő, volt jellemszínész, majd rendezőként és ellenőrként is működött. Az Erzsébet közkórházban hunyt el.
Írt az évkönyvekbe és lapokba, igy a Szatmárba (1882. Petőfi életéből), többnyire a színészetet érdeklő szak- és vezércikkeket. Színműveit 1860-tól 1880-ig előadták a pesti István téri és a budai Krisztinavárosi színkörben is.

## Színművei
- Világosvári gyásznapok, korrajz 5 felv., mely a vidéki színpadokon, sőt Német- és Lengyelországban is gyakran előadatott, azonban 1861-ben az ideiglenes kormány betiltotta
- Spanyol inquisitio, dráma 5 felv. (1873. Budán adták)
- Itt van Kossuth, népszínmű 3 felv. (1874. Jászberényben)
- Menyasszony a sirig, dráma 3 felv. (1875. Pécsett)
- Honfoglalás, történelmi dráma 5 felv.
- Jézus Krisztus, tragédia, Felice Govean után ford. (1875. Pécsett)
- Oroszok Bulgariában, népszinmű 3 felv. (1878. Nagykanizsán)
- A harag poetikus vígjátéka színmű, (1891. nov. Győrött)

## Műve
- Szent István király ajándéka, drámai költemény. Módos, 1892 (előadták Békésen 1892-ben).

## Működési adatai
1859: Keszy; 1861: Szuper Károly; 1862–65: Hubay Gusztáv; 1866–68, 1870: Károlyi; 1871: Szegedy Mihály, Károlyi; 1874: Balogh Alajos; 1874–76, 1878: Miklósy, Polgár Gyula, Hubay Gusztáv; 1879, 1882: Temesváry Lajos; 1882–84: Károlyi; 1885: Hegyi; 1886–88: Miklósy; 1888: Gáspár Jenő; 1889: Polgár Károly; 1891: Bárdy; 1892: Zoltán Gyula.